# Villa Liccer
Villa Liccer è una villa veneta di Castello Roganzuolo (frazione di San Fior), ubicata tra la zona industriale del paese e la nuova area commerciale sorta lungo la strada statale 13 Pontebbana.

## Storia

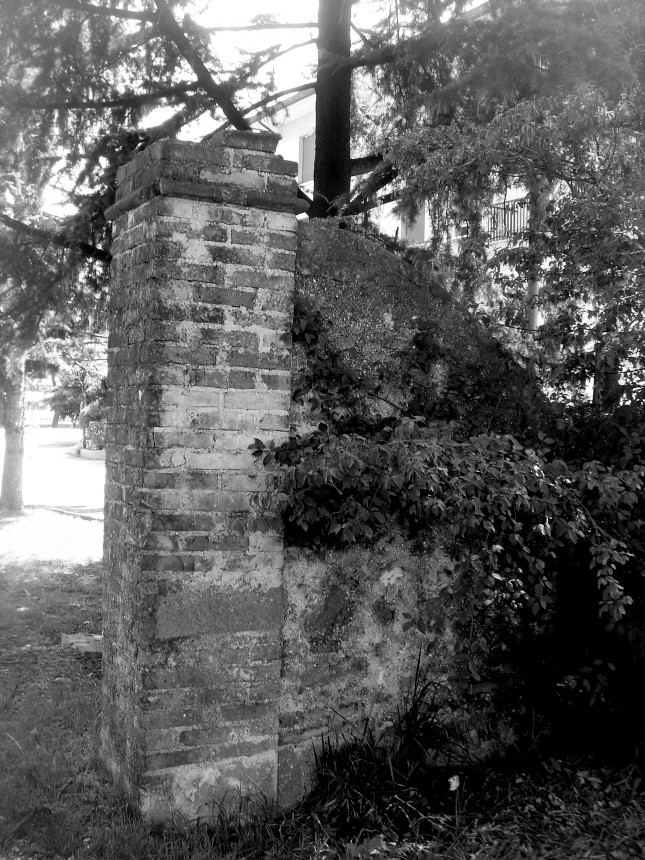
Rudere dei vecchi pilastri di via Palladio

La villa, il cui nome è legato alla famiglia Liccer, ma che prima era stata proprietà della famiglia Codroipo e dei conti Persico, fu edificata presumibilmente nel XVIII secolo nell'area agricola a sud del vecchio tracciato dell'attuale SS 13, dove oggi, in via Palladio, sorgono ancora, come accesso secondario di un'area di servizio, i ruderi dei pilastri delle cancellate.
L'esistenza del corpo principale risulta registrata nel catasto napoleonico del 1812 unitamente alla chiesetta dedicata a san Giovanni Battista, mentre gli annessi si devono ad ampliamenti progressivi. 
All'inizio del XX secolo il complesso era abitato dalle famiglie di mezzadri Tomasella e Dal Mas (Moro), che lavoravano i 70 campi della villa (coltivazione del grano, del mais e di alberi da frutto) e animavano la ritualità cristiana legata alla chiesetta; è testimoniato che in quel periodo l'abitato arrivò a ospitare fino a 75 inquilini.
Malgrado il proprio valore architettonico, nel secondo Novecento la villa subì un lungo e profondo degrado, a seguito della cementificazione delle aree agricole circostanti, cadendo in rovina. Negli anni 1970 fu inglobata nella nuova zona industriale di Castello Roganzuolo e le fu addossata una grande fonderia. I rapporti originari tra gli edifici e il paesaggio circostante sono andati irrimediabilmente perduti, analogamente ad altri contesti vicini (come nel caso della Villa Gera a Parè di Conegliano).
Solo nel 2008 il comune di San Fior, che ha acquistato la villa, ha portato a termine un restauro integrale, con conversione d'uso della villa e dei suoi annessi, ridando dignità agli edifici e ai pochi metri di parco sopravvissuti al degrado. Pochi anni dopo, con l'abbattimento della fonderia, e la bonifica dell'intera area, la struttura è stata inglobata nell'area del centro commerciale "Parcofiore" e, a ovest, le è stato addossato un grattacielo fortemente impattante, la cui realizzazione ha permesso di abbattere tutti gli edifici industriali abbandonati da anni e bonificare l'intera area.

## Descrizione

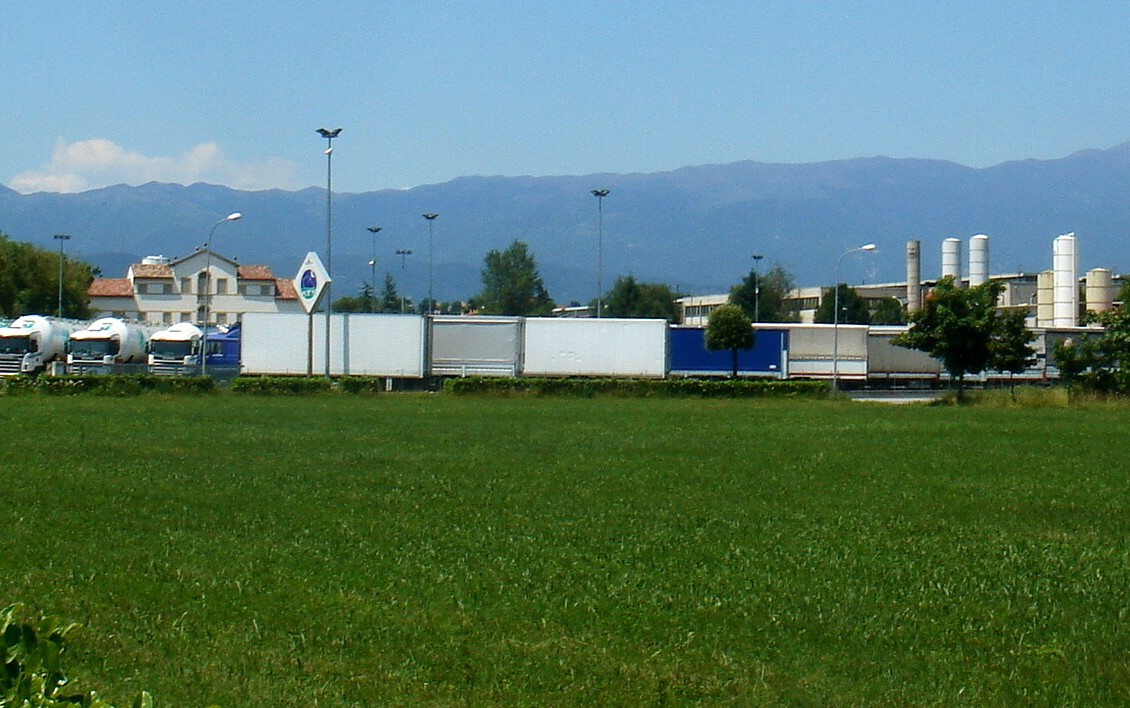
La villa nella zona industriale

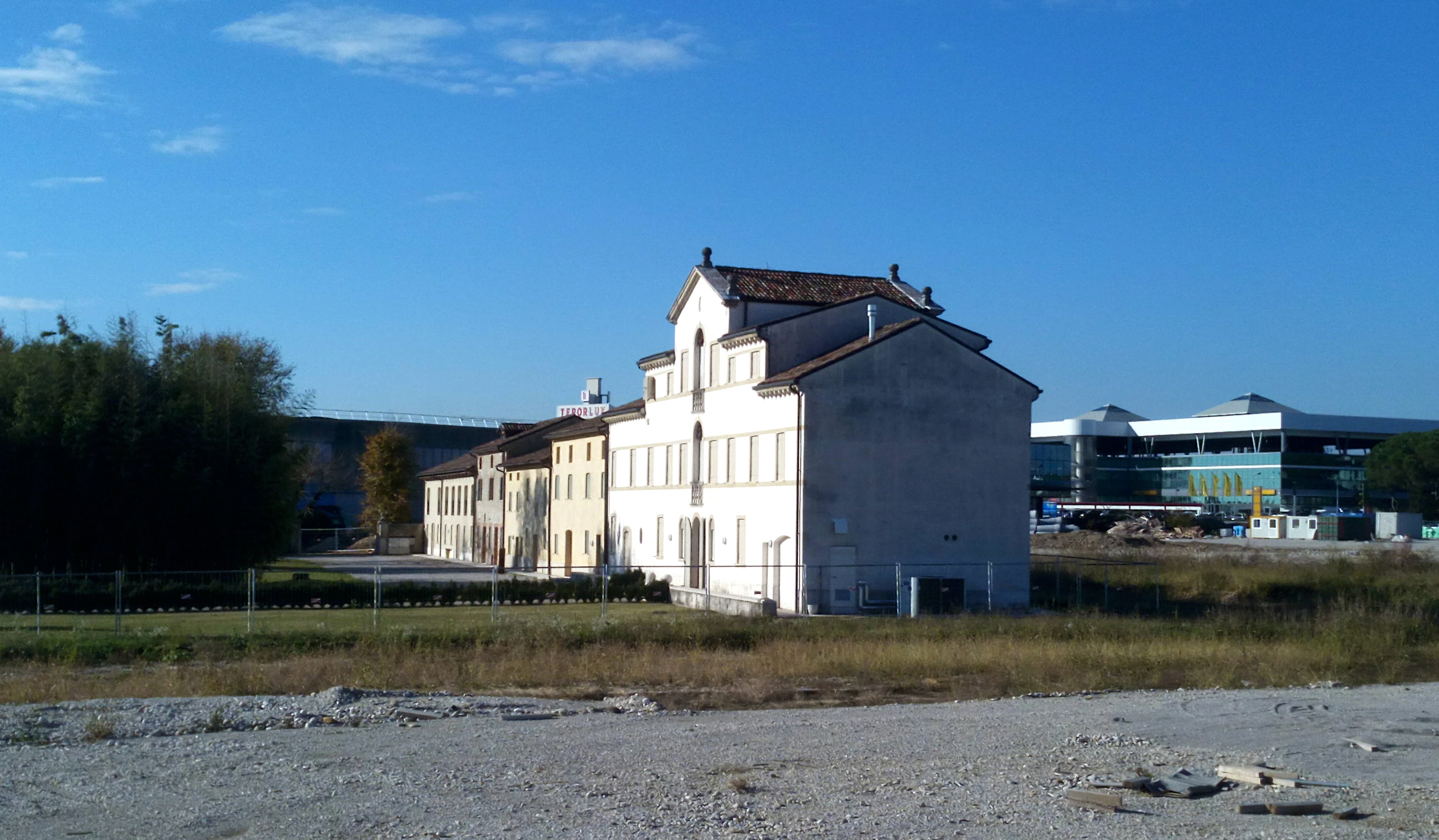
La villa dal centro commerciale "Parcofiore"

### La villa e le sue adiacenze
La villa si presenta come un complesso sviluppato in lunghezza, coll'edificio padronale all'estremo est e adiacente sul lato ovest una lunga serie di annessi rurali, di dimensioni inferiori.
Il corpo principale si compone di una parte centrale più elevata e di due ali più basse. La forometria conta numerose monofore quadrangolari, ma al centro il portale e la monofora balaustrata del piano nobile e del secondo piano sono a tutto sesto. 

Il sottotetto è percorso da un cornicione dentellato, mentre la parte più alta è coronata da tre semplici elementi scultorei. All'interno, compromessi dal degrado e recuperati in parte nell'ultimo restauro, vi sono decori floreali di carattere scultoreo e pittorico.
Gli annessi, di varie dimensioni, hanno le caratteristiche semplici dell'edilizia popolare di quest'area; coi loro due piani di altezza, evidenziati da monofore di forma perlopiù rettangolare, sono frutto di ampliamenti otto-novecenteschi.
Nel parco della villa, oggi del tutto scomparso, era testimoniata la presenza di grandi cedri.

### L'Oratorio di San Giovanni Battista

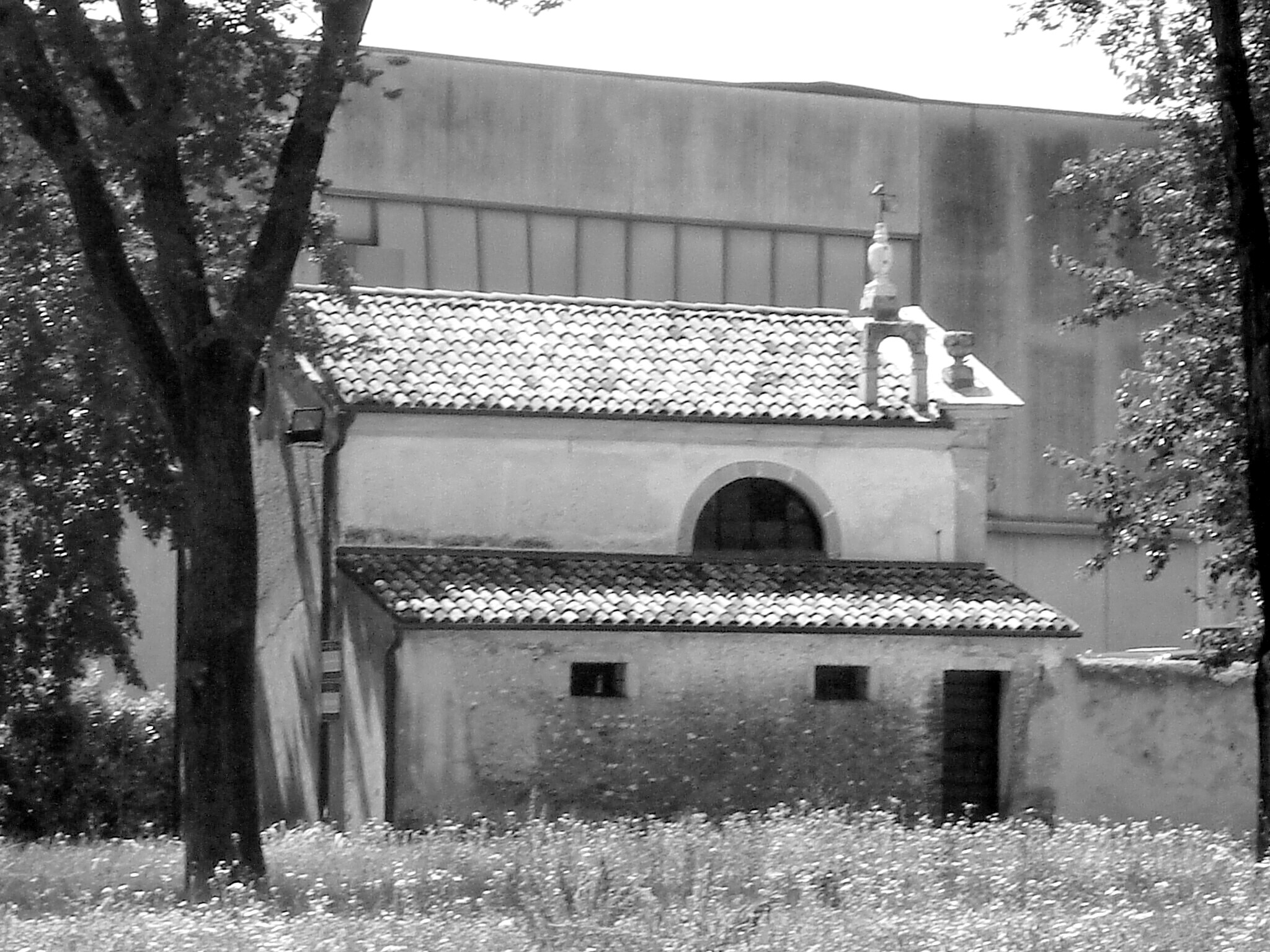
L'oratorio

In posizione a sé stante, preceduto da un sagrato erboso, sorge l'oratorio del Battista, anch'esso risalente al XVIII secolo e avente funzione di cappella gentilizia e fatto costruire durante la proprietà della famiglia Codroipo.
La facciata a capanna dell'oratorio è caratterizzata in alto da un frontone e ai lati da due lesene corinzie; il portale è timpanato e sopra vi si apre un rosone, contornato da una semplice cornice lapidea. 
Sul lato sinistro un ingresso secondario conduce a uno spazio laterale interno che ha funzione di navatella e nartece.
L'interno, arricchito da stucchi, è barocco. Di numerose opere d'arte resta solo il segno (chiodi di sostegno alle pareti, un'ampia cornice sul soffitto), poiché rimosse nel corso del XX secolo: tra queste il Sant'Antonio da Padova con il Bambin Gesù (di autore anonimo seicentesco) che dagli anni novanta è parte dell'arredo della nuova Chiesa di San Martino. Questa tela era la pala d'altare dell'oratorio, sostituita attualmente da un Giovanni Battista, copia eseguita nel 1963 sul modello del Giovanni Battista (1542) del Tiziano e inserita nell'originale dossale barocco con bassorilievi, che sta sopra l'altare.